# 小内返
小内返（こうちがえし）は、柔道の投技の一つで手技の一つ。講道館や国際柔道連盟 (IJF) での正式名。IJF略号KOU。

## 概要
小内刈の返し技で後の先の技の一種である。
基本形は相手の小内刈をかわし隅落のような要領で返す技。お互いが右組の場合、右足で自分の右足を刈りに来る。取はその動きを察知して右足をかわし、左に投げ落とす。

## 変化

### 小内すかし
小内すかし（こうちすかし）は相手の右小内刈をかわし（すかして）浮落の要領で右側にひねって引き落とす小内返。別表記小内透。
お互いが右組の場合、相手（受）は小内刈を仕掛けるために重心を前に持って来つつ右足で自分（取）の右足を刈りに来る。取はその動きを察知して右足をかわす。受が刈り足がかわされたことと重心を前に持ってきていることで前方に崩れた機を逃さず、取は体を右、もしくは左にひねりながら受を引き落とす。すなわち、相手の小内刈をかわして、相手は小内刈を仕掛けてきた時の勢いがついているため、その勢いを利用して、相手を回転させる様にして投げる。
技のメカニズムとしては、浮落と同じであり、形は、内股すかしによく似ている。小内刈の返し技として見なされた時に小内返という決り技となる。しかし、小内刈は動きが小さくスピードも速い技であるため、この技で返すことは非常に難しい。
YouTube KODOKANチャンネルの小内返の動画では基本形だけでなく小内すかしも紹介されている。

## 分類と名称
講道館・技研究部は「基本的な態度」として「決まり技の名称は最後に決まった技とする」としている。その原則に則れば小内返の名称は「浮落」が適切であるが、同研究部で検討した結果『従来より「返し技」「裏技」「すかし技」と言われてきた技で、その名称が一般的に定着している技については「返」「すかし」を用いる』こととされ、「小内返」が新たな名称として1982年、「講道館柔道の投技の名称」制定時に追加された。その際「小内すかし」も新名称の候補に挙がったが採用されなかった。
1959年の書籍『柔道十講』は右小内刈をすかして右膝車の様に返す技を「小内返」としている。この技は1982年の「講道館柔道の投技の名称」制定の際に膝車とすることになった。